# ハーディ階層
ハーディ階層（ハーディかいそう）とは、1972年にスタンリー・S・ウェイナーが定義した計算可能関数の階層である。この階層はグジェゴルチク階層や急成長階層と同様に、順序数 α (≦ ε0) で添え字づけられた関数の族 {hα}α ≦ ε0 を定め、hα を含んで限定再帰および初等的な操作で閉じた集合 {\displaystyle \{{\mathcal {H}}_{\alpha }\}_{\alpha \leq \varepsilon _{0}}}として定義される。名称はイギリスの数学者ゴッドフレイ・ハロルド・ハーディに由来する。
ハーディは1904年の論文において連続体濃度の集合から濃度 {\displaystyle \aleph _{1}}（最小の非可算順序数）の部分集合を構成するために、順序数 {\displaystyle \alpha <\aleph _{1}} と対応付けられた自然数列の族が構成可能であることを示した。ウェイナーが定めた関数の族 {hα}α ≦ ε0 はこの論文で使われたアイデアをもとに定義されている。

## 定義
以下の定義はウェイナーのものに基づく。順序数 α ≦ ε0 に対して、自然数上の関数 {\displaystyle h_{\alpha }\colon \mathbb {N} \to \mathbb {N} } を次のように定義する：
{\displaystyle {\begin{aligned}h_{0}(n)&=n\\h_{\beta +1}(n)&=h_{\beta }(n+1)\\h_{\alpha }(n)&=h_{\alpha [n]}(n)&{\textrm {if}}\ \alpha \ {\textrm {is}}\ {\textrm {a}}\ {\textrm {limit}}\ {\textrm {ordinal.}}\end{aligned}}}
ただし、極限順序数 α (≦ ε0) と自然数 n に対して α[n] とは以下で定義される順序数である：
- α が {\displaystyle \alpha =\omega ^{\beta +1}\cdot (\gamma +1)} と書ける場合、{\displaystyle \alpha [n]=\omega ^{\beta +1}\cdot \gamma +\omega ^{\beta }\cdot n}。
- α が {\displaystyle \alpha =\omega ^{\beta }\cdot (\gamma +1)} （β は極限順序数）と書ける場合、{\displaystyle \alpha [n]=\omega ^{\beta }\cdot \gamma +\omega ^{\beta [n]}}。
- α = ε0 の場合、{\displaystyle \alpha [0]=1,\ \alpha [n+1]=\omega ^{\alpha [n]}}。

計算可能関数の集合 {\displaystyle {\mathcal {H}}_{\alpha }} は、hα を含み、ゼロ関数・後者関数・射影関数・限定的な関数の合成・限定再帰で閉じた最小の集合として定義される（グジェゴルチク階層も参照）。

## 性質
- （Wainer 1972, Gallier 1991）順序数 α と β に対して、{\displaystyle h_{\alpha +\beta }(n)=h_{\alpha }(h_{\beta }(n))}
- （Gallier 1991, §12）ハーディ階層を定める関数 hα と急成長階層を定める関数 fα について、{\displaystyle H_{\omega ^{\alpha }}(n)=f_{\alpha }(n)}{\displaystyle f_{\varepsilon _{0}}(n-1)\leq h_{\varepsilon _{0}}(n)\leq f_{\varepsilon _{0}}(n+1)}
- (Wainer 1972, p. 286) 順序数 α が 1 < α < ε0 を満たすならば、急成長階層 {\displaystyle {\mathcal {F}}_{\alpha }} について{\displaystyle {\mathcal {F}}_{\alpha }=\bigcup \nolimits _{\beta <\omega ^{\alpha +1}}{\mathcal {H}}_{\beta }}